# Karl Zimmermann (konstnär)
Karl Zimmermann, född 1796 i Berlin, död 1820, var en tysk målare.
Zimmermann utbildade sig för Schadow och gick 1814 i fält som frivillig till Frankrike, där han tecknade krigsscener. Han var förtjust i ryttarbilder och medeltidsarkitektur men hade också under en resa i Österrike och norra Italien lärt sig förstå folklivet och verkligheten, som han återgav själfullt och energiskt. Av betydelse är hans sepia- och pennteckningar till Goethes Faust.